# Ardisia harmandii
Ardisia harmandii là một loài thực vật có hoa trong họ Anh thảo. Loài này được Pierre ex Pit. mô tả khoa học đầu tiên năm 1930.